# Nyírtelek
Nyírtelek là một thành phố thuộc hạt Szabolcs-Szatmár-Bereg, Hungary. Thành phố này có diện tích 67,92 km², dân số năm 2010 là 6938 người, mật độ 102 người/km².